# Grigorij Zajcew
Grigorij Titowicz Zajcew (ros. Григорий Титович Зайцев, ur. 1902, zm. 1990) – radziecki dyplomata.

## Życiorys
Członek WKP(b), 1930 ukończył Moskiewski Instytut Orientalistyki, a 1938 Instytut Czerwonej Profesury, od 1944 pracownik Ludowego Komisariatu Spraw Zagranicznych ZSRR. Do listopada 1944 zastępca kierownika Wydziału Środkowego Wschodu Ludowego Komisariatu Spraw Zagranicznych ZSRR, od 29 listopada 1944 do 20 stycznia 1949 ambasador nadzwyczajny i pełnomocny ZSRR w Iraku, później do grudnia 1949 zastępca kierownika Wydziału Środkowego Wschodu Ministerstwa Spraw Zagranicznych ZSRR, od 14 grudnia 1949 do 29 lipca 1953 ambasador nadzwyczajny i pełnomocny ZSRR w Holandii. Od lipca 1953 do 1956 kierownik Wydziału Państw Bliskiego i Środkowego Wschodu MSZ ZSRR, od 1956 do lipca 1958 kierownik Wydziału Bliskiego Wschodu MSZ ZSRR, od 31 lipca 1958 do 15 października 1961 ponownie ambasador nadzwyczajny i pełnomocny ZSRR w Iraku, od września 1961 do czerwca 1963 kierownik Wydziału Państw Środkowego Wschodu MSZ ZSRR, od 4 czerwca 1963 do 3 stycznia 1968 ambasador nadzwyczajny i pełnomocny ZSRR w Iranie.